# リン (企業)
リン・プロダクツ（LINN Products ）は、1972年にアイヴァー・ティーフェンブルンが創業したイギリスの高級総合オーディオ・メーカーである。本社はスコットランドのグラスゴーにある。
2002年にオーディオ・メーカーとして唯一の英国王室御用達ブランドに認定されたことがある。また、アストンマーティンのカーオーディオ・システムとしても採用されている。

## 概要
金属切削工場キャッスル・プレシジョン・エンジニアリングの経営者の息子であるティーフェンブルンはターンテーブルの開発に乗り出し、同社の隣に工場を設立。1972年に最初の製品であるターンテーブル「SONDEK LP12」を発売。ティーフェンブルン自身が世界を回ってデモンストレーションを行って市場の認知を得、以降アンプ、CDプレーヤー、スピーカーと製品ラインアップを拡充、1990年代初頭には完全なステレオシステムを構成できるようになった。「SONDEK LP12」は改良を加えながら現在も生産が続けられている。
1987年に完成した現在のメインファクトリーは、イギリスの建築家リチャード・ロジャース&パートナーズの設計によるものである。同ファクトリーは2003年に拡張された。
1982年にはLINN RECORDSを立ち上げてクラシックを中心としたCD制作にも乗り出し、さらに2006年にはDRMフリーのハイレゾ音源の配信も始めた。そして2007年にネットワーク・オーディオ・プレーヤー「KLIMAX DS」を発表。それに伴い、CDプレーヤーの生産を2009年末を以て終了した。「KLIMAX DS」は2011年に機能を拡張した「KLIMAX DSM」としてリニューアルされている。
日本では1990年代後半にCDプレーヤー、チューナー、アンプを一体化した小型モデル「CLASSIK」が高音質かつコンパクトでデザイン性が高いシステムとしてファッション誌等で取り上げられ、限定色のモデルがビームスで販売されたことから、オーディオ・マニアのみならず一般にその名が広まった。

## 製品
製品のモデル名にMAJIK、ARTIKULATのようにほとんどに"K"が含まれることが特徴で、GENKI（日本語の「元気」から）のように英語以外の言語から採られたユニークなものも多い。
現在も比較的安価な製品はあるにはあるものの、ブランドの認知度が上昇するとともに高価格帯に軸足を移しており、例えばターンテーブルの最初のモデル「SONDEK LP12」は30万円台で発売されたが、その現行最上位モデルの「SONDEK LP12SE 09」は283万円となっている。